# Afgedamde Maas
L'Afgedamde Maas (tradotto in italiano: Mosa Sbarrata) è un fiume dei Paesi Bassi nel bacino del delta del Reno, della Mosa e della Schelda, nelle province della Gheldria e del Brabante Settentrionale.

## Geografia
Il fiume è un antico braccio della Mosa. Comincia dietro un istmo artificiale, facente da barriera con le acque della Mosa, a ovest di Well. La sua fine è situata tra Woudrichem e il castello di Loevestein dove il Waal diventa la Boven Merwede. Presso Wijk en Aalburg, l'Afgedamde Maas è collegato con la Bergsche Maas attraverso il Canale di Heusden.

## Storia
Alla fine del XIX secolo la connessione tra la Mosa e il Reno fu completamente chiusa grazie allo sbarramento della parte iniziale dell'Afgedamde Maas, dando alla Mosa un nuovo sbocco artificiale, il Bergsche Maas. Il risultato della separazione dei corsi del Reno e della Mosa ridusse il rischio di inondazioni. Questa è considerata la più importante realizzazione dell'ingegneria idraulica nei Paesi Bassi prima dei lavori dello Zuiderzee e del piano Delta.